# Bitang
Bitang est un village du Cameroun, situé dans l'arrondissement (commune) de Kiiki, le département du Mbam-et-Inoubou et la région du Centre.

## Population
En 1966, Bitang comptait 1 530 habitants, principalement des Bafia. Lors du recensement de 2005, on y a dénombré 1 662 personnes.